# Tic Tac (película)
Tic Tac es una película sueca de suspense psicológico y drama que se estrenó en los cines de Suecia el 31 de octubre de 1997,dirigida por Daniel Alfredson y escrita por Hans Renhäll, sobre varias personas implicadas en pequeños delitos durante un día y una noche en Estocolmo. La película ganó el premio Guldbagge a la mejor película y fue la candidata sueca al Oscar a la mejor película de habla no inglesa, pero no fue nominada.
Algunos críticos han calificado la película de «Pulp Fiction sueca».

## Elenco
- Oliver Loftéen as Micke
- Tuva Novotny as Jeanette
- Jacob Nordenson as Kent
- Tintin Anderzon as Ylva
- Emil Forselius as Lasse
- Mats Helin as Jorma
- Claudio Salgado as Pedro
- Nadja Weiss as Francesca
- Thomas Hanzon as Niklas
- Douglas Johansson as Tommy
- Franco Mariano as Giuseppe
- Michael Nyqvist as Vinni
- Hugo Ruiz as Manuel
- Gunvor Pontén as Rosita
- Bengt Blomgren as Gösta
- Barbro Kollberg as Edith
- Ewamaria Björkström-Roos as Zoe
- Gustaf Elander as Wikström
- Camilla Hellquist as receptionist
- Jesper Bergom-Larsson
- Henry Duhs as Benny

## Recepción
Gunnar Rehlin, de Variety, calificó la película de «inteligente mezcla de los estilos narrativos de Short Cuts y Pulp Fiction, y añadió que “[es] una de las películas más interesantes que han salido de Suecia en mucho tiempo”.

## Premios y nominaciones
La película ganó el Premio Guldbagge a la mejor película, la mejor dirección y el mejor actor de reparto(Emil Forselius). Hans Renhäll fue nominado al mejor guion.También ganó el Premio Don Quijote y el Premio FIPRESCI en el Festival Internacional de Cine de Karlovy Vary.